# 连江县人民代表大会常务委员会
连江县人民代表大會常務委員會是中华人民共和国福建省福州市连江县的地方立法机构。连江县人民代表大會常務委員會地址位于连江县凤城镇马祖西路16号，設有主任1人、副主任4人及常委25人。

## 现任领导
连江县第十八届人大常委会領導幹部及常務委員名單如下：
主任：林承祥
副主任：魏宗仁、陈成开、刘碧芳（女）、黄乐全
常務委員：任良华、刘用财、杨世文、杨雄鹰、吴思臻（女）、吴婷（女）、张金华、张颖、陈立武、陈学耀、陈宜乾、陈建雄、陈滢增、邵孔强、林大朋、林芳新、林秀钦（女）、林忠、林培强、林铸、郑韩英（女）、黄美华（女）、黄继佃、梁敬星、雷依贵